# Asplundia
Genre
Classification phylogénétique
Asplundia est un genre de plantes monocotylédones de la famille des Cyclanthaceae.

## Liste des espèces
Cent espèces sont à l'heure actuelle reconnues :
Selon World Checklist of Selected Plant Families (WCSP) (17 juil. 2010) :
- Asplundia acuminata (Ruiz & Pav.) Harling (1954)
- Asplundia ahlneri Harling (1958)
- Asplundia alata Harling (1958)
- Asplundia albicarpa Hammel (2003)
- Asplundia allenii Hammel (2003)
- Asplundia antioquiae Harling (1958)
- Asplundia aulacostigma Harling (1958)
- Asplundia aurantiaca Harling, Opera Bot. (1973)
- Asplundia australis Harling (1958)
- Asplundia brachyphylla Harling (1958)
- Asplundia brachypus (Drude) Harling (1954)
- Asplundia brasiliensis Harling (1958)
- Asplundia brunneistigma Hammel (2003)
- Asplundia cabrerae Harling (1958)
- Asplundia caput-medusae (Hook.f.) Harling (1954)
- Asplundia cayapensis Harling, Opera Bot. (1973)
- Asplundia ceci Hammel (2003)
- Asplundia clementinae Harling (1958)
- Asplundia cupulifera Harling (1958)
- Asplundia cuspidata Harling (1958)
- Asplundia cymbispatha Harling (1958)
- Asplundia divergens (Drude) Harling (1954)
- Asplundia domingensis Harling, Opera Bot. (1973)
- Asplundia dussii Harling (1958)
- Asplundia ecuadoriensis (Harling) Harling (1954)
- Asplundia euryspatha Harling (1958)
- Asplundia ewanii Harling (1958)
- Asplundia fagerlindii Harling (1958)
- Asplundia fanshawei (Maguire) Harling (1954)
- Asplundia fendleri Harling (1958)
- Asplundia ferruginea Grayum & Hammel (1982)
- Asplundia flavovaginata Harling (1958)
- Asplundia gamotepala Harling (1958)
- Asplundia gardneri (Hook.) Harling (1954)
- Asplundia gigantea Tuberq. (1997)
- Asplundia glandulosa (Gleason) Harling (1954)
- Asplundia glaucophylla Harling (1958)
- Asplundia gleasonii Harling (1958)
- Asplundia goebelii (J.Weiss & R.Wagner) Harling (1954)
- Asplundia guianensis Harling (1958)
- Asplundia harlingiana Galeano & R.Bernal (1984)
- Asplundia helicotricha (Harling) Harling (1954)
- Asplundia heteranthera Harling (1958)
- Asplundia hookeri (H.Wendl. ex Kuntze) Harling (1954)
- Asplundia humilis (Poepp. & Endl.) Harling (1954)
- Asplundia insignis (Duchass. ex Griseb.) Harling (1954)
- Asplundia isabellina Harling (1958)
- Asplundia krukoffii Harling (1958)
- Asplundia labela (R.E.Schult.) Harling (1954)
- Asplundia latifolia (Ruiz & Pav.) Harling (1954)
- Asplundia latifrons (Drude) Harling (1954)
- Asplundia liebmannii Harling (1958)
- Asplundia lilacina Harling, Opera Bot. (1973)
- Asplundia longicrura (Drude) Harling (1954)
- Asplundia longistyla Harling (1958)
- Asplundia longitepala Harling (1958)
- Asplundia luetzelburgii Harling (1958)
- Asplundia lutea Harling, Opera Bot. (1973)
- Asplundia maguirei Harling (1958)
- Asplundia maximiliani Harling (1958)
- Asplundia meraensis Harling, Opera Bot. (1973)
- Asplundia microphylla (Oerst.) Harling (1954)
- Asplundia moritziana (Klotzsch) Harling (1954)
- Asplundia multistaminata Harling (1958)
- Asplundia neblinae Harling (1972)
- Asplundia nilssonii Harling (1963)
- Asplundia nonoensis Harling (1958)
- Asplundia pariensis Harling (1963)
- Asplundia parviflora Harling (1958)
- Asplundia pastazana Harling (1958)
- Asplundia peruviana Harling (1958)
- Asplundia pittieri (Woodson) Harling (1954)
- Asplundia platanthera Harling (1958)
- Asplundia platyphylla Harling (1958)
- Asplundia polymera (Hand.-Mazz.) Harling (1954)
- Asplundia ponderosa R.E.Schult. ex Harling (1958)
- Asplundia pycnantha Harling (1958)
- Asplundia quinindensis Harling (1958)
- Asplundia rhodea R.E.Schult. ex Harling (1958)
- Asplundia rigida (Aubl.) Harling (1954)
- Asplundia rivularis (Lindm.) Harling (1954)
- Asplundia sanctae-ritae Galeano & R.Bernal (1984)
- Asplundia sarmentosa Galeano & R.Bernal (1984)
- Asplundia schizotepala Harling (1958)
- Asplundia sleeperae Grayum & Hammel (1982)
- Asplundia sparrei Harling, Opera Bot. (1973)
- Asplundia spectabilis Harling (1958)
- Asplundia stenophylla (Standl.) Harling (1954)
- Asplundia tetragona (Kunth) Harling (1954)
- Asplundia tetragonopus (Mart. ex Drude) Harling (1954)
- Asplundia trilobulata Tuberq. (1997)
- Asplundia truncata Harling (1958)
- Asplundia ulei Harling (1958)
- Asplundia uncinata Harling (1958)
- Asplundia urophylla Harling (1958)
- Asplundia utilis (Oerst.) Harling (1954)
- Asplundia vagans Harling (1958)
- Asplundia vaupesiana Harling (1958)
- Asplundia venezuelensis Harling (1958)
- Asplundia xiphophylla Harling (1958)